# Disdrometr

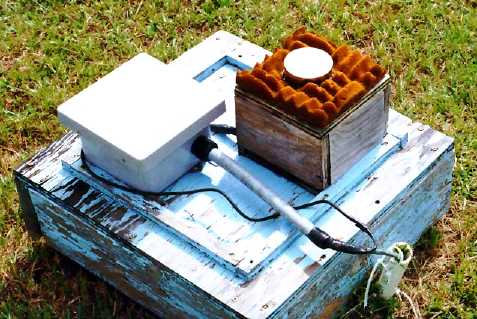
Disdrometr

Disdrometr je přístroj používaný k měření distribuce velikosti kapek a rychlosti padajících hydrometeorů. Některé disdrometry dokážou rozlišovat mrholení (DZ), mrznoucí mrholení (FZDZ), déšť (RA), zmrzlý déšť (FZRA), sníh (SN), sněhová zrna (krupice) (SG), námrazové krupky (PL), kroupy (GR), měkké kroupy (GS), sněhové jehličky (IC).
Disdrometry mohou být použity pro řízení dopravy, pro vědeckou činnost, letištní pozorovací systémy a hydrologii.
Údaje o srážkách se také používají při projektování mnoha zařízení a také pro účely environmentálního inženýrství. Rozpoznání místních srážkových poměrů je nutné např. pro předpokládané zatížení střešních ploch sněhem, řízení množství výluhů ze skládek, předpovídání podmínek v přírodních vodních tocích. Znalost údajů o srážkách je nezbytná pro racionální návrh a provoz dešťových a kombinovaných kanalizačních systémů pro městské oblasti.
Nejnovější disdrometry využívají mikrovlnné nebo laserové technologie. 2D a 3D video disdrometry lze použít k analýze jednotlivých dešťových kapek a sněhových vloček .